# Bakonyi István (labdarúgó)
Bakonyi István (Dorog, 1928. december 12. – Dorog, 2014. július 25.) labdarúgó, edző, sportvezető, közéleti személyiség. A Dorogi Szénmedence Sportjáért Közalapítvány kuratórium tagja, majd elnöke, a Dorogi FC Örökös Tagja. Többszörös Ifjúsági-, Utánpótlás- és B-válogatott. Az 1950-es évek első felében Lantos Mihály mögött posztján a legjobb magyar játékosként tartották számon.

## Pályafutása

### Labdarúgóként
1941-től kezdte pályafutását a Dorogi AC utánpótlás csapatában, ahol többek között Grosics Gyula volt a csapattársa. Ugyan korábban bemutatkozott a nagy csapatban, egy ideig a tartalék gárdát erősítette. 1948-tól szerepelt folyamatosan a felnőtt csapatban.  1948-ban bajnoki ezüstérmes és Bányász Kupa-győztes, 1949-ben pedig NB II-es bajnokságot és a Bajnokok Bajnoka címet nyert a csapattal. Pályafutása során 181-szer szerepelt NB I-es mérkőzésen balhátvédként, összesen pedig 214 bajnoki meccsen játszott és hátvéd létére 18 alkalommal szerzett gólt. Tagja volt a Népszava- és a Felszabadulás Kupa-győztes csapatnak, valamint részese volt az újabb Bányász Kupa-győzelemnek is. Ezen felül négyszer volt a Vidék Legjobbja a dorogi csapattal. Magyar Kupa ezüstérmes, de a döntőn nem lépett pályára. Tehetségét nem csak az egyesületében méltányolták, hanem a válogatott szakvezetői is. Többször tagja volt az Ifjúsági-, majd az Utánpótlás-, végül a B válogatottnak. Hogy a legnagyobb nemzeti tizenegyből kiszorult, annak egyetlen fő oka volt, amely egyben az akkori magyar labdarúgás dicsérete is egyben, nevezetesen volt abban az időben egy bizonyos Lantos Mihálya a honi futballnak. Az ő helyzete pedig megkérdőjelezhetetlen volt a válogatottban. A különböző korosztályos válogatottságok mellett gyakori tagja volt a Bányász válogatottnak is.

## Edzőként
Hosszú évekig a dorogi utánpótlás terén munkálkodott edzői és sportvezetői minőségben. A fiatal helyi tehetségekkel számos hazai és nemzetközi sikereket ért el. Irányítása alatt több kiváló fiatal épült be a későbbiek során a felnőtt csapatban. A legismertebbek ezen játékosok között Belányi István, Füle Antal, Sikesdi Gábor, Szedlacsek István, Harmat József és Csapó Károly, akik hosszú időn keresztül meghatározó tagjai lettek a felnőtt gárdának. Később a Dorogi Diófa Foci óvodát is segítette.

## Egyéb tevékenységei
1944 és 1963 között a Bányagépgyártó és Javító üzemnél dolgozott, majd 1988-ig a dorogi bányavállalat központjának a dolgozója. A Dorog Tisztaságáért Környezetvédelmi Alapítvány és a Dorogi Szénmedence Sportjáért Közalapítvány kuratóriumi tagja. Utóbbi szervezetnek, az 1994-es megalakulásától tagja, 2002 és 2006 között, majd  2010-től pedig elnöke.

## Sportsikerei
- Bajnoki cím (NB. II. - 1949)
- Bajnokok bajnoka cím (1949)
- Bajnoki ezüstérmes (NB. II. - 1948)
- Magyar Kupa ezüstérmes (1952)
- Négyszeres Vidék Legjobbja cím (1950, 1951, 1954, 1955)
- Kétszeres Bányászkupa-győztes (1948, 1952)
- Felszabadulás Kupa-győztes (1949)
- Népszava Kupa-győztes (1950)

## Kitüntetései
- Bányász Szolgálati Érdemérem (ezüst, arany, gyémánt fokozat)
- A Dorogi labdarúgásért végzett elévülhetetlen érdemeiért kitüntetés
- A Dorogi FC Örökös Tagja

## Családja
Nős, két gyermeke van, többszörös nagypapa és dédapa. Egész életében Dorogon élt, szomszédja pedig a világhírű, egykori játékostárs, Buzánszky Jenő volt. Szintén szomszédja volt az egykori kiváló dorogi sportvezető és olimpikon, Stolmár (Solymár) Károly leánya, Solymár Judit, Dorog város díszpolgára. Néhány utcányira tőle pedig további egykori labdarúgó pályatársak, egyben barátok, Prohászka János és Fellegi István laktak.